# Paese selvaggio (film 1981)
Paese selvaggio (Hard Country) è un film del 1981 diretto da David Greene.